# Осада Безабды (360)
Оса́да Беза́бды — неудачная осада римскими войсками под предводительством императора Констанция II персидской крепости Безабда, произошедшая летом 360 года. 
Около Безабды император Констанций II разбил лагерь, который укрепили. На следующий день была предпринята попытка взять крепость, но она окончилась неудачно. Персы пытались сжечь осадные орудия, но также безуспешно. Вскоре римлянам пришлось отступить, понеся потери.